# Spyridon Lambros
Spyridon Lambros (Σπυρίδων Λάμπρος), född 20 april 1851 på Korfu, död 5 augusti 1919 i Kefissia vid Aten, var en grekisk filolog och politiker. 

## Biografi
Lambros studerade i Leipzig och Berlin och rönte därvid inflytande särskilt av Theodor Mommsen och utnämndes 1887 till professor i historia vid Atens universitet. Sedan han utgivit en grundläggande upplaga av den atenske biskopen Michael Akominatos (född 1140) skrifter (två band, 1879–80) och "Collection de romans grecs en langue vulgaire et en vers" (1880), sändes han av grekiska regeringen till Athos för att inventera de därvarande klostrens handskriftssamlingar; resultatet av hans arbete föreligger i Catalogue of the Greek Manuscripts on Mount Athos (två band, 1895–1901). 
Lambros fullföljde sedermera i Greklands olika delar arbetet att förteckna de gamla handskrifterna och utgav en hel rad kataloger och smärre avhandlingar i hithörande ämnen. För bearbetningen och publicerandet av det mångskiftande material han samlat uppsatte han tidskriften "Neos Hellenomnemon", som helt skrevs av honom själv; antiken och medeltiden, diplomatik och epigrafik, handskriftsforskning och vetenskapshistoria är alla företrädda i denna unika "tidskrift". 
Som sitt huvudverk betraktade Lambros sin stora grekiska historia från äldsta tid till kung Ottos regering (sex band). Han inlade vidare betydande förtjänster genom att till sitt modersmål överflytta ett flertal betydande moderna arbeten rörande Greklands historia och litteratur. År 1905 var han som universitetets dåvarande rektor en av ledarna för den första internationella arkeologkongressen i Aten; 1906 var han generalsekreterare i kommittén för de Olympiska spelen. Han var oktober 1916 till maj 1917 grekisk ministerpresident och fogade sig som sådan efter kung Konstantin I:s personliga politik.